# Playlist: The Very Best of the Backstreet Boys
Playlist: The Very Best of Backstreet Boys là album biên tập của ban nhạc pop nam đến từ Mỹ, Backstreet Boys. Đây là một phần trong loạt album Playlist của hãng đĩa Legacy Recordings. Album được phát hành ngày 26 tháng 1 năm 2010, là một tập hợp các bài hát từ sáu album phòng thu đầu tiên của nhóm: Backstreet Boys (1996), Backstreet's Back (1997), Millennium (1999), Black & Blue (2000), Never Gone (2005) và Unbreakable (2007), và đĩa đơn "Drowning" từ The Hits - Chapter One (2001).

## Danh sách bài hát
Nguồn từ Amazon.com
1. "Quit Playing Games (With My Heart)" - 3:52
2. "As Long as You Love Me" - 3:31
3. "Everybody (Backstreet's Back)" (Bản mở rộng) - 4:45
4. "I'll Never Break Your Heart" - 4:47
5. "All I Have to Give" - 4:35
6. "I Want It That Way" - 3:33
7. "Show Me the Meaning of Being Lonely" - 3:54
8. "Shape of My Heart" - 3:50
9. "More than That" - 3:43
10. "Drowning" - 4:26
11. "Larger than Life" - 3:52
12. "Incomplete" - 3:59
13. "Just Want You to Know - 3:51
14. "Inconsolable (Bản chính) - 3:36

## Xếp hạng và chứng nhận
| Bảng xếp hạng (2010–15) | Vị trí cao nhất |
| ----------------------- | --------------- |
| Album Áo (Ö3 Austria)   | 42              |
| Nhật Bản (Oricon)       | 221             |
| Album Úc (ARIA)         | 47              |

| Quốc gia                                  | Chứng nhận | Số đơn vị/doanh số chứng nhận |
| ----------------------------------------- | ---------- | ----------------------------- |
| Anh Quốc (BPI)                            | Bạc        | 60.000*                       |
| ^ Chứng nhận dựa theo doanh số nhập hàng. |            |                               |